# Юсупов, Нуратдин Абакарович
Нуратдин Абакарович Юсу́пов (лак. Юсупхъал Нуратдин Абакардул арс; 1931 — 2000) — известный советский поэт, переводчик, сценарист.

## Биография
Родился 28 марта 1931 года в селении Кулушац Лакского района. Окончил исторический факультет ДГУ имени С. Стальского, затем Высшие литературные курсы при Литературном институте имени М. Горького и двухгодичные курсы сценаристов.
Первая книга его стихов «Слово о матери» на лакском языке появилась в 1956 году. Поэтические сборники на родном языке: «Как Али стал вожаком», «Дети гор», «День рождения канатоходца», «Как звать тебя?», «Мечты Ахмеда», «Чтобы я сделал для тебя?», «Три подарка» и другие.
Стихотворения Нуратдина Юсупова переводились на русский язык. В Москве вышли его книги: «Голубь и пшеничное зерно», «День рождения», «Рыба тонет», «Как лягушка осталась без хвоста», «Хитрый Ахмед», «Раз, два, три», «Чабан Рабадан» и другие.
Его книги переведены на многие языки мира.
Сценарии Нуратдина Юсупова были экранизированы: «Канатоходцы» (Северо-Кавказская студия телефильмов), «День рождения».
Нуратдин Юсупов перевёл на родной язык произведения А. С. Пушкина, М. Ю. Лермонтова, В. Г. Короленко, А. П. Чехова, В. В. Маяковского, С. А. Есенина , А. Т. Твардовского.
Умер 23 февраля 2000 года.

## Фильмография

### Сценарий
- 1959 — День рождения
- 1972 — Канатоходец

## Награды и премии
- медаль «За трудовую доблесть» (4 мая 1960 года) — за выдающиеся заслуги в развитии дагестанского искусства и литературы и в связи с декадой искусства и литературы Дагестанской АССР в гор. Москве[2]
- Государственная премия РСФСР имени Н. К. Крупской (1989) — за книгу стихов «Три подарка».
- премия ДАССР имени С. Стальского в области детской и юношеской литературы (1971)

## Ссылка
- Календарь знаменательных и памятных дат Республики Дагестан на 2011 год. (недоступная ссылка)
- Юбиляры уходящего года: Юсупов Нуратдин Абакарович (недоступная ссылка)